# DDR-Oberliga
La Fußball-Oberliga fue la máxima categoría del fútbol en la República Democrática Alemana desde 1949 hasta la reunificación de Alemania en 1990, organizada anualmente por la Deutscher Fußball Verband der DDR. El Dinamo de Berlín fue el club que más ligas conquistó durante los años que perduró el campeonato, con diez trofeos en su palmarés.

## Historia

Trofeo del campeonato

Después de la Segunda Guerra Mundial surgieron competiciones deportivas independientes en las zonas de ocupación oriental y occidental de Alemania, en sustitución de los Gauligas de la era nazi.
En Alemania Oriental se estableció en 1949 la división más alta del fútbol de la RDA, la DS-Oberliga (Deutscher Sportausschuss Oberliga, la Liga Superior de la Asociación del Deporte Alemán). A partir de 1958 llevó el nombre de DDR-Oberliga y formó parte de la estructura de la liga dentro de la DFV (Deutscher Fußball Verband der DDR o Asociación Alemana de Fútbol de la RDA).
En su temporada inaugural en 1949-50 la DDR-Oberliga se compuso de 14 equipos con dos puestos de descenso. En el transcurso de las próximas cuatro temporadas el número de equipos en la división variaron e incluyeron ligas de 17 a 19 equipos con tres o cuatro puestos de descenso. A partir de la temporada 1954-55 hasta la fusión de Oriente y de las asociaciones de fútbol de Alemania Occidental en 1991-92, la liga se compuso de 14 equipos con dos puntos de descenso.
Inicialmente, la DDR-Oberliga se disputó en el clásico formato europeo de otoño-primavera, como era tradicional en Alemania. De 1956 a 1960, se instaló un estilo clásicamente soviético de primavera-otoño. Esto requirió una ronda de transición en 1955 y, aunque no fue declarado oficialmente campeón de esa temporada, el Wismut Karl-Marx-Stadt terminó en el primer puesto de la división. En 1961-62 regresó la temporada de otoño-primavera y un calendario extendido (39 partidos frente a los partidos 26) con cada club jugando contra el resto un total de tres veces, una vez en casa, fuera una vez, y una vez en un lugar neutral.
Después de la reunificación alemana, la última temporada de la DDR-Oberliga se jugó en 1990-91, bajo la denominación NOFV-Oberliga (Nordostdeutsche Fußballverband Oberliga o en el Liga Premier de la Federación Alemana de Fútbol del Noreste). El año siguiente, la estructura de la liga de Alemania Oriental se fusionó con el sistema de Alemania Occidental en la Federación Alemana de Fútbol (Deutscher Fußball-Bund) y los dos mejores clubes de la NOFV-Oberliga, el FC Hansa Rostock y el Dinamo Dresde, se unieron a la primera división de la Bundesliga.
Durante el período de existencia de la liga, la DDR-Liga era la segunda división del sistema de ligas de Alemania Oriental.

### Disolución de la DDR-Oberliga
La temporada 1990-91 fue la última temporada de la Fußball-Oberliga. Tras esta temporada los clubes de la ya disuelta República Democrática Alemana se integraron en el sistema de Alemania. Dependiendo de su posición final en esta temporada los equipos pasarían a jugar en la 1. Bundesliga, la 2. Bundesliga o la Oberliga. La composición final fue:
A la Fussball-Bundesliga (primera división):
- Dinamo Dresde
- F.C. Hansa Rostock

A la 2. Bundesliga Nord (segunda división):
- FC Stahl Brandenburg

A la 2. Bundesliga Süd (segunda división):
- 1. FC Lokomotive Leipzig
- Chemnitzer FC
- FC Carl Zeiss Jena
- FC Rot-Weiß Erfurt
- Hallescher FC

A la NOFV-Oberliga Nord (tercera división):
- BFC Dynamo Berlin
- FC Stahl Eisenhüttenstadt
- FC Vorwärts Frankfurt/Oder

A la NOFV-Oberliga Mitte (tercera división):
- 1. FC Magdeburg
- FC Energie Cottbus

A la NOFV-Oberliga Süd (tercera división):
- FC Sachsen Leipzig

## Palmarés
| Temporada | Campeón                   | Subcampeón                      | Máximo goleador      | Club                      | Goles |
| --------- | ------------------------- | ------------------------------- | -------------------- | ------------------------- | ----- |
| 1948      | SG Planitz                | SG Freiimfelde Halle            |                      |                           |       |
| 1949      | ZSG Union Halle           | SG Fortuna Erfurt               |                      |                           |       |
| 1949-50   | ZSG Horch Zwickau         | SG Dresden-Friedrichstadt       | Heinz Satrapa        | ZSG Horch Zwickau         | 23    |
| 1950-51   | BSG Chemie Leipzig        | BSG Turbine Erfurt              | Johannes Schöne      | BSG Rotation Babelsberg   | 38    |
| 1951-52   | BSG Turbine Halle         | SG Volkspolizei Dresden         | Rudolf Krause        | BSG Chemie Leipzig        | 27    |
| 1952-53   | SG Dinamo Dresde          | BSG Wismut Aue                  | Harry Arlt           | BSG Rotation Dresden      | 26    |
| 1953-54   | BSG Turbine Erfurt        | BSG Chemie Leipzig              | Heinz Satrapa        | BSG Wismut Aue            | 21    |
| 1954-55   | SC Turbine Erfurt         | SC Wismut Karl-Marx-Stadt       | Willy Tröger         | SC Wismut Karl-Marx-Stadt | 22    |
| 1955      | SC Wismut Karl-Marx-Stadt | SC Empor Rostock                | Klaus Selignow       | BSG Rotation Babelsberg   | 12    |
| 1956      | SC Wismut Karl-Marx-Stadt | SC Aktivist Brieske-Senftenberg | Ernst Lindner        | BSG Lokomotive Stendal    | 18    |
| 1957      | SC Wismut Karl-Marx-Stadt | ASK Vorwärts Berlin             | Heinz Kaulmann       | ASK Vorwärts Berlin       | 15    |
| 1958      | ASK Vorwärts Berlin       | SC Motor Jena                   | Helmut Müller        | SC Motor Jena             | 17    |
| 1959      | SC Wismut Karl-Marx-Stadt | ASK Vorwärts Berlin             | Bernd Bauchspieß     | BSG Chemie Zeitz          | 18    |
| 1960      | ASK Vorwärts Berlin       | SC Dynamo Berlin                | Bernd Bauchspieß     | BSG Chemie Zeitz          | 25    |
| 1961-62   | ASK Vorwärts Berlin       | SC Empor Rostock                | Arthur Bialas        | SC Empor Rostock          | 23    |
| 1962-63   | SC Motor Jena             | SC Empor Rostock                | Peter Ducke          | SC Motor Jena             | 19    |
| 1963-64   | BSG Chemie Leipzig        | SC Empor Rostock                | Gerd Backhaus        | BSG Lokomotive Stendal    | 15    |
| 1964-65   | ASK Vorwärts Berlin       | SC Motor Jena                   | Bernd Bauchspieß     | BSG Chemie Leipzig        | 14    |
| 1965-66   | FC Vorwärts Berlin        | FC Carl Zeiss Jena              | Henning Frenzel      | 1. FC Lokomotive Leipzig  | 22    |
| 1966-67   | FC Karl-Marx-Stadt        | 1. FC Lokomotive Leipzig        | Hartmut Rentzsch     | BSG Motor Zwickau         | 17    |
| 1967-68   | FC Carl Zeiss Jena        | FC Hansa Rostock                | Gerd Kostmann        | FC Hansa Rostock          | 15    |
| 1968-69   | FC Vorwärts Berlin        | FC Carl Zeiss Jena              | Gerd Kostmann        | FC Hansa Rostock          | 18    |
| 1969-70   | FC Carl Zeiss Jena        | FC Vorwärts Berlin              | Otto Skrowny         | BSG Chemie Leipzig        | 12    |
| 1970-71   | SG Dinamo Dresde          | FC Carl Zeiss Jena              | Hans-Jürgen Kreische | SG Dinamo Dresde          | 17    |
| 1971-72   | 1. FC Magdeburg           | Berliner FC Dynamo              | Hans-Jürgen Kreische | SG Dinamo Dresde          | 14    |
| 1972-73   | SG Dinamo Dresde          | FC Carl Zeiss Jena              | Hans-Jürgen Kreische | SG Dinamo Dresde          | 26    |
| 1973-74   | 1. FC Magdeburg           | FC Carl Zeiss Jena              | Hans-Bert Matoul     | 1. FC Lokomotive Leipzig  | 20    |
| 1974-75   | 1. FC Magdeburg           | FC Carl Zeiss Jena              | Manfred Vogel        | FC Chemie Halle           | 17    |
| 1975-76   | SG Dinamo Dresde          | Berliner FC Dynamo              | Hans-Jürgen Kreische | SG Dinamo Dresde          | 24    |
| 1976-77   | SG Dinamo Dresde          | 1. FC Magdeburg                 | Joachim Streich      | 1. FC Magdeburg           | 17    |
| 1977-78   | SG Dinamo Dresde          | 1. FC Magdeburg                 | Klaus Havenstein     | BSG Chemie Böhlen         | 15    |
| 1978-79   | Berliner FC Dynamo        | SG Dinamo Dresde                | Joachim Streich      | 1. FC Magdeburg           | 23    |
| 1979-80   | Berliner FC Dynamo        | SG Dinamo Dresde                | Dieter Kühn          | 1. FC Lokomotive Leipzig  | 21    |
| 1980-81   | Berliner FC Dynamo        | FC Carl Zeiss Jena              | Joachim Streich      | 1. FC Magdeburg           | 20    |
| 1981-82   | Berliner FC Dynamo        | SG Dinamo Dresde                | Rüdiger Schnuphase   | FC Carl Zeiss Jena        | 19    |
| 1982-83   | Berliner FC Dynamo        | FC Vorwärts Frankfurt/O.        | Joachim Streich      | 1. FC Magdeburg           | 19    |
| 1983-84   | Berliner FC Dynamo        | SG Dinamo Dresde                | Rainer Ernst         | Berliner FC Dynamo        | 20    |
| 1984-85   | Berliner FC Dynamo        | SG Dinamo Dresde                | Rainer Ernst         | Berliner FC Dynamo        | 24    |
| 1985-86   | Berliner FC Dynamo        | 1. FC Lokomotive Leipzig        | Ralf Sträßer         | 1. FC Union Berlin        | 14    |
| 1986-87   | Berliner FC Dynamo        | SG Dinamo Dresde                | Frank Pastor         | Berliner FC Dynamo        | 17    |
| 1987-88   | Berliner FC Dynamo        | 1. FC Lokomotive Leipzig        | Andreas Thom         | Berliner FC Dynamo        | 20    |
| 1988-89   | SG Dinamo Dresde          | Berliner FC Dynamo              | Torsten Gütschow     | SG Dinamo Dresde          | 17    |
| 1989-90   | SG Dinamo Dresde          | FC Karl-Marx-Stadt              | Torsten Gütschow     | SG Dinamo Dresde          | 18    |
| 1990-91   | FC Hansa Rostock          | 1. FC Dinamo Dresde             | Torsten Gütschow     | 1. FC Dinamo Dresde       | 20    |

## Títulos por club
| Club                         | Títulos | Subtítulos | Temporadas campeón                                                                       |
| ---------------------------- | ------- | ---------- | ---------------------------------------------------------------------------------------- |
| Berliner FC Dynamo           | 10      | 3          | 1978-79, 1979-80, 1980-81, 1981-82, 1982-83, 1983-84, 1984-85, 1985-86, 1986-87, 1987-88 |
| SG Dinamo Dresde             | 8       | 8          | 1952-53, 1970-71, 1972-73, 1975-76, 1976-77, 1977-78, 1988-89, 1989-90                   |
| FC Vorwärts Frankurt/Oder    | 6       | 4          | 1958, 1960, 1961-62, 1964-65, 1965-66, 1968-69                                           |
| FC Carl Zeiss Jena           | 3       | 9          | 1962-63, 1967-68, 1969-70                                                                |
| 1. FC Magdeburg              | 3       | 2          | 1971-72, 1973-74, 1974-75                                                                |
| SC Wismut Karl-Marx-Stadt    | 3       | 2          | 1956, 1957, 1959                                                                         |
| BSG Chemie Leipzig           | 2       | 1          | 1950-51, 1963-64                                                                         |
| SC Turbine Erfurt            | 2       | 1          | 1953-54, 1954-55                                                                         |
| BSG Turbine Halle            | 2       | 1          | 1949, 1951-52                                                                            |
| ZSG Horch Zwickau            | 2       | —          | 1948, 1949-50                                                                            |
| FC Hansa Rostock             | 1       | 4          | 1990-91                                                                                  |
| FC Karl-Marx-Stadt           | 1       | 1          | 1966-67                                                                                  |
| 1. FC Lokomotive Leipzig     | —       | 3          | ---                                                                                      |
| SC Dynamo Berlin             | —       | 1          | ---                                                                                      |
| Aktivist Brieske Senftenberg | —       | 1          | ---                                                                                      |
| Dresden Friedrichstadt       | —       | 1          | ---                                                                                      |
| SG Fortuna Erfurt            | —       | 1          | ---                                                                                      |

## Posiciones desde 1975 a 1991
| Club                       | 1975 | 1976 | 1977 | 1978 | 1979 | 1980 | 1981 | 1982 | 1983 | 1984 | 1985 | 1986 | 1987 | 1988 | 1989 | 1990 | 1991 |
| -------------------------- | ---- | ---- | ---- | ---- | ---- | ---- | ---- | ---- | ---- | ---- | ---- | ---- | ---- | ---- | ---- | ---- | ---- |
| FC Hansa Rostock           | 13   | --   | 14   | --   | 14   | --   | 10   | 8    | 8    | 9    | 10   | 13   | --   | 9    | 4    | 6    | 1    |
| Dinamo Dresde              | 3    | 1    | 1    | 1    | 2    | 2    | 4    | 2    | 7    | 2    | 2    | 6    | 2    | 3    | 1    | 1    | 2    |
| BFC Dynamo Berlin          | 4    | 2    | 4    | 3    | 1    | 1    | 1    | 1    | 1    | 1    | 1    | 1    | 1    | 1    | 2    | 4    | 11   |
| 1. FC Magdeburg            | 1    | 3    | 2    | 2    | 4    | 4    | 3    | 6    | 6    | 5    | 5    | 4    | 5    | 7    | 6    | 3    | 10   |
| FC Carl Zeiss Jena         | 2    | 5    | 3    | 5    | 3    | 3    | 2    | 5    | 3    | 10   | 7    | 3    | 6    | 6    | 8    | 5    | 6    |
| 1. FC Lokomotive Leipzig   | 8    | 4    | 5    | 4    | 5    | 6    | 6    | 3    | 4    | 3    | 3    | 2    | 3    | 2    | 5    | 8    | 7    |
| FC Karl-Marx-Stadt         | 10   | 11   | 9    | 7    | 8    | 9    | 9    | 9    | 9    | 6    | 9    | 8    | 8    | 8    | 3    | 2    | 5    |
| Rot-Weiß Erfurt            | 9    | 7    | 6    | 9    | 7    | 12   | 7    | 7    | 5    | 7    | 6    | 10   | 7    | 12   | 12   | 11   | 3    |
| SC Chemie Halle            | 11   | 8    | 7    | 6    | 6    | 7    | 8    | 11   | 11   | 14   | --   | --   | --   | 5    | 9    | 9    | 4    |
| FC Stahl Brandenburg       | --   | --   | --   | --   | --   | --   | --   | --   | --   | --   | 11   | 5    | 9    | 4    | 11   | 10   | 8    |
| FC Stahl Eisenhüttenstadt  | --   | --   | --   | --   | --   | --   | --   | --   | --   | --   | --   | --   | --   | --   | --   | 12   | 9    |
| FC Sachsen Leipzig         | --   | --   | --   | --   | --   | --   | --   | --   | --   | --   | --   | --   | --   | --   | --   | --   | 12   |
| Energie Cottbus            | --   | 14   | --   | --   | --   | --   | --   | 13   | --   | --   | --   | --   | 13   | --   | 10   | 7    | 13   |
| FC Vorwärts Frankfurt/Oder | 5    | 12   | 12   | 13   | --   | 5    | 5    | 4    | 2    | 4    | 8    | 9    | 10   | 13   | --   | --   | 14   |
| Wismut Aue                 | 12   | 6    | 10   | 11   | 11   | 10   | 12   | 10   | 10   | 8    | 4    | 11   | 4    | 10   | 7    | 13   | --   |
| Fortschritt Bischofswerda  | --   | --   | --   | --   | --   | --   | --   | --   | --   | --   | --   | --   | 14   | --   | --   | 14   | --   |
| Sachsenring Zwickau        | 7    | 9    | 8    | 10   | 12   | 8    | 11   | 12   | 14   | --   | --   | 14   | --   | --   | 13   | --   | --   |
| 1. FC Union Berlin         | --   | --   | 11   | 8    | 10   | 13   | --   | --   | 12   | 13   | --   | 7    | 11   | 11   | 14   | --   | --   |
| BSG Stahl Riesa            | 6    | 10   | 13   | --   | 9    | 11   | 13   | --   | --   | 11   | 12   | 12   | 12   | 14   | --   | --   | --   |
| BSG Chemie Leipzig         | --   | 13   | --   | --   | --   | 14   | --   | --   | --   | 12   | 13   | --   | --   | --   | --   | --   | --   |
| BSG Motor Suhl             | --   | --   | --   | --   | --   | --   | --   | --   | --   | --   | 14   | --   | --   | --   | --   | --   | --   |
| BSG Chemie Böhlen          | --   | --   | --   | 12   | 13   | --   | 14   | --   | 13   | --   | --   | --   | --   | --   | --   | --   | --   |
| Chemie Buna-Schopkau       | --   | --   | --   | --   | --   | --   | --   | 14   | --   | --   | --   | --   | --   | --   | --   | --   | --   |
| BSG Wismut Gera            | --   | --   | --   | 14   | --   | --   | --   | --   | --   | --   | --   | --   | --   | --   | --   | --   | --   |
| ASG Vorwärts Stralsund     | 14   | --   | --   | --   | --   | --   | --   | --   | --   | --   | --   | --   | --   | --   | --   | --   | --   |

## Clasificación histórica
| Pos. | Nombre actual                   | Nombres anteriores en DDR-Oberliga                                                                                 | Temp. | PD   | V   | E   | D   | Goles F:C | Diferencia goles | Puntos |
| ---- | ------------------------------- | --- | ----- | ---- | --- | --- | --- | --------- | ---------------- | ------ |
| 1.   | FC Carl Zeiss Jena              | BSG Motor Jena, SC Motor Jena                                                                                      | 35    | 929  | 442 | 213 | 274 | 1544:1075 | +469             | 1097   |
| 2.   | Berliner FC Dynamo              | SC Dynamo Berlin, BFC Dynamo                                                                                       | 34    | 897  | 441 | 210 | 246 | 1681:1093 | +588             | 1092   |
| 3.   | 1. FC Dinamo Dresde             | SG VP Dresden, SG Dynamo Dresden                                                                                   | 31    | 832  | 437 | 203 | 192 | 1637:982  | +655             | 1077   |
| 4.   | 1. FC Lokomotive Leipzig        | BSG Einheit Ost, SC Rotation Leipzig, SC Leipzig                                                                   | 36    | 951  | 396 | 247 | 308 | 1516:1256 | +260             | 1039   |
| 5.   | FC Wismut Aue                   | SC Wismut Karl-Marx-Stadt, BSG Wismut Aue                                                                          | 38    | 1019 | 376 | 266 | 377 | 1406:1485 | -79              | 1018   |
| 6.   | FC Viktoria Frankfurt           | ASG Vorwärts Leipzig, ZSK Vorwärts KVP Berlin, ASK Vorwärts Berlin, FC Vorwärts Berlin, FC Vorwärts Frankfurt/Oder | 35    | 939  | 388 | 238 | 313 | 1547:1294 | +253             | 1012   |
| 7.   | FC Rot-Weiß Erfurt              | BSG KWU Erfurt, BSG Turbine Erfurt, SC Turbine Erfurt                                                              | 37    | 1001 | 351 | 270 | 380 | 1467:1479 | -12              | 972    |
| 8.   | 1. FC Magdeburg                 | SC Aufbau Magdeburg                                                                                                | 30    | 793  | 365 | 190 | 238 | 1351:1046 | +305             | 920    |
| 9.   | BSG Sachsenring Zwickau         | ZSG Horch Zwickau, BSG Horch Zwickau, BSG Motor Zwickau                                                            | 35    | 949  | 336 | 218 | 395 | 1310:1489 | -179             | 888    |
| 10.  | Hallescher FC Chemie            | ZSG Union Halle, BSG Turbine Halle, SC Chemie Halle-Leuna, SC Chemie Halle                                         | 34    | 923  | 309 | 256 | 358 | 1330:1426 | -96              | 874    |
| 11.  | FC Hansa Rostock                | SC Empor Rostock                                                                                                   | 31    | 819  | 300 | 208 | 311 | 1114:1105 | +9               | 808    |
| 12.  | Chemnitzer FC                   | BSG Chemie Karl-Marx-Stadt, SC Motor Karl-Marx-Stadt, SC Karl-Marx-Stadt, FC Karl-Marx-Stadt                       | 31    | 806  | 263 | 243 | 300 | 1048:1193 | -145             | 769    |
| 13.  | BSG Chemie Leipzig              | ZSG Industrie Leipzig, SC Lokomotive Leipzig                                                                       | 27    | 743  | 263 | 207 | 273 | 1031:1039 | -8               | 733    |
| 14.  | 1. FC Union Berlin              | SG Union Oberschöneweide, BSG Motor Oberschöneweide                                                                | 19    | 520  | 144 | 135 | 241 | 571:868   | -297             | 423    |
| 15.  | SC Aktivist Brieske-Senftenberg | BSG Franz Mehring Marga, SC Aktivist Brieske-Senftenberg                                                           | 13    | 377  | 153 | 89  | 135 | 594:584   | +10              | 395    |
| 16.  | BSG Lokomotive Stendal          | SG Eintracht Stendal, SG Hans Wendler Stendal                                                                      | 14    | 403  | 137 | 82  | 184 | 598:715   | -117             | 356    |
| 17.  | BSG Stahl Riesa                 | | 16    | 416  | 110 | 108 | 198 | 472:729   | -257             | 326    |
| 18.  | SC Einheit Dresden              | BSG Rotation Dresden, FSV Lokomotive Dresden                                                                       | 11    | 325  | 117 | 86  | 122 | 541:549   | -8               | 320    |
| 19.  | BSG Rotation Babelsberg         | SG Babelsberg, BSG Märkische Volksstimme Babelsberg                                                                | 9     | 260  | 103 | 49  | 108 | 466:502   | -36              | 255    |
| 20.  | FC Stahl Brandenburg            | BSG Stahl Brandenburg                                                                                              | 7     | 182  | 58  | 58  | 66  | 228:244   | -16              | 174    |
| 21.  | BSG Motor Dessau                | BSG Waggonfabrik Dessau                                                                                            | 5     | 156  | 67  | 29  | 60  | 306:277   | +29              | 163    |
| 22.  | BSG Stahl Thale                 | BSG EHW Thale | 4     | 130  | 47  | 27  | 56  | 207:230   | -23              | 121    |
| 23.  | BSG Fortschritt Meerane         | SG Einheit Meerane                                                                                                 | 5     | 150  | 44  | 29  | 77  | 246:320   | -74              | 117    |
| 24.  | FC Energie Cottbus              | SC Cottbus, BSG Energie Cottbus                                                                                    | 7     | 182  | 36  | 45  | 101 | 165:354   | -189             | 117    |
| 25.  | BSG Wismut Gera                 | BSG Gera-Süd, BSG Mechanik Gera, BSG Motor Gera                                                                    | 6     | 180  | 36  | 41  | 103 | 225:392   | -167             | 111    |
| 26.  | BSG Fortschritt Weißenfels      | | 5     | 130  | 33  | 36  | 61  | 167:226   | -59              | 102    |
| 27.  | BSG Stahl Altenburg             | ZSG Altenburg | 3     | 97   | 27  | 17  | 53  | 129:208   | -79              | 71     |
| 28.  | BSG Chemie Böhlen               | | 4     | 104  | 20  | 25  | 59  | 123:245   | -122             | 65     |
| 29.  | FC Stahl Eisenhüttenstadt       | BSG Stahl Eisenhüttenstadt                                                                                         | 3     | 78   | 14  | 33  | 31  | 72:92     | -20              | 61     |
| 30.  | BSG Empor Lauter                | | 2     | 60   | 21  | 18  | 21  | 98:99     | -1               | 60     |
| 31.  | BSG Motor Steinach              | | 2     | 52   | 16  | 12  | 24  | 58:85     | -27              | 44     |
| 32.  | BSG Chemie Zeitz                | | 2     | 52   | 16  | 12  | 24  | 85:113    | -28              | 44     |
| 33.  | BSG Motor Wismar                | ZSG Anker Wismar                                                                                                   | 2     | 63   | 16  | 9   | 38  | 92:140    | -48              | 41     |
| 34.  | SG Dresden-Friedrichstadt       | | 1     | 26   | 18  | 3   | 5   | 87:29     | +58              | 39     |
| 35.  | BSG Fortschritt Bischofswerda   | | 2     | 52   | 13  | 7   | 32  | 47:96     | -49              | 33     |
| 36.  | ASG Vorwärts Stralsund          | | 2     | 52   | 10  | 13  | 29  | 41:94     | -53              | 33     |
| 37.  | BSG Turbine Weimar              | | 1     | 34   | 10  | 6   | 18  | 45:71     | -26              | 26     |
| 38.  | BSG Einheit Pankow              | VfB Pankow | 2     | 70   | 7   | 9   | 54  | 67:228    | -158             | 23     |
| 39.  | FC Sachsen Leipzig              | | 1     | 26   | 6   | 10  | 10  | 23:38     | -15              | 22     |
| 40.  | SC Neubrandenburg               | | 1     | 26   | 7   | 6   | 13  | 34:58     | -24              | 20     |
| 41.  | SC Lichtenberg 47               | | 1     | 34   | 6   | 8   | 20  | 49:96     | -47              | 20     |
| 42.  | BSG Vorwärts Schwerin           | | 1     | 26   | 4   | 3   | 19  | 30:84     | -54              | 11     |
| 43.  | BSG Chemie Buna Schkopau        | | 1     | 26   | 3   | 5   | 18  | 21:77     | -56              | 11     |
| 44.  | BSG Motor Suhl                  | | 1     | 26   | 1   | 3   | 22  | 16:92     | -76              | 5      |

## Estadísticas de jugadores

### Goleadores históricos
- Mayor cantidad de goles convertidos en la DDR-Oberliga.
| Pos. | Futbolista           | Goles | Clubes                                          |
| ---- | -------------------- | ----- | ----------------------------------------------- |
| 1.   | Joachim Streich      | 229   | FC Hansa Rostock, 1. FC Magdeburg               |
| 2.   | Eberhard Vogel       | 188   | FC Karl-Marx-Stadt, FC Carl Zeiss Jena          |
| 3.   | Günter Schröter      | 154   | Berliner FC Dynamo                              |
| 4.   | Peter Ducke          | 153   | FC Carl Zeiss Jena                              |
| 5.   | Henning Frenzel      | 152   | SC Lokomotive Leipzig, 1. FC Lokomotive Leipzig |
| 6.   | Hans-Jürgen Kreische | 127   | SG Dinamo Dresde                                |
| 7.   | Rüdiger Schnuphase   | 123   | FC Rot-Weiß Erfurt, FC Carl Zeiss Jena          |
| 8.   | Dieter Kühn          | 122   | 1. FC Lokomotive Leipzig                        |
| 9.   | Bernd Bauchspieß     | 120   | BSG Chemie Zeitz, BSG Chemie Leipzig            |
| 10.  | Johannes Schöne      | 117   | BSG Rotation Babelsberg                         |
| 11.  | Willy Tröger         | 114   | SC Wismut Karl-Marx-Stadt                       |
| 12.  | Jürgen Heun          | 114   | FC Rot-Weiß Erfurt                              |
| 13.  | Jürgen Raab          | 114   | FC Carl Zeiss Jena                              |
| 14.  | Wolf-Rüdiger Netz    | 112   | Berliner FC Dynamo                              |
| 15.  | Rudolf Krause        | 111   | SC Lokomotive Leipzig                           |
| 16.  | Jürgen Sparwasser    | 111   | 1. FC Magdeburg                                 |
| 17.  | Frank Pastor         | 110   | Hallescher FC Chemie, Berliner FC Dynamo        |
| 18.  | Hans-Jürgen Riediger | 105   | Berliner FC Dynamo                              |
| 19.  | Torsten Gütschow     | 104   | 1. FC Dinamo Dresde                             |
| 20.  | Ralf Minge           | 103   | 1. FC Dinamo Dresde                             |
| 21.  | Hans Richter         | 95    | FC Karl-Marx-Stadt, 1. FC Lokomotive Leipzig    |
| 22.  | Reinhard Trölitzsch  | 94    | 1. FC Lokomotive Leipzig, FC Rot-Weiß Erfurt    |
| 23.  | Heinz Satrapa        | 92    | BSG Motor Zwickau, SC Wismut Karl-Marx-Stadt    |
| 24.  | Rainer Ernst         | 91    | Berliner FC Dynamo                              |
| 25.  | Hartmut Rentzsch     | 91    | FC Karl-Marx-Stadt, BSG Sachsenring Zwickau     |
| 26.  | Frieder Andrich      | 91    | BSG Stahl Riesa, FC Vorwärts Frankfurt/O.       |
| 27.  | Frank Terletzki      | 91    | Berliner FC Dynamo                              |
| 28.  | Kurt Weißenfels      | 90    | BSG Lokomotive Stendal                          |

### Partidos jugados
- Mayor cantidad de partidos disputados en la DDR-Oberliga.
| Pos. | Futbolista         | Partidos | Clubes                                                                  | primer partido | último partido |
| ---- | ------------------ | -------- | ----------------------------------------------------------------------- | -------------- | -------------- |
| 1.   | Eberhard Vogel     | 440      | FC Carl Zeiss Jena (242) FC Karl-Marx-Stadt (198)                       | 19.08.1962     | 30.05.1982     |
| 2.   | Alois Glaubitz     | 429      | BSG Motor Zwickau (429)                                                 | 22.04.1956     | 09.06.1973     |
| 3.   | Henning Frenzel    | 420      | 1. FC Lokomotive Leipzig (420)                                          | 26.06.1960     | 27.05.1978     |
| 4.   | Hans-Jürgen Dörner | 392      | SG Dinamo Dresde (392)                                                  | 23.08.1969     | 24.05.1986     |
| 5.   | Reinhard Häfner    | 391      | SG Dinamo Dresde (366) FC Rot-Weiß Erfurt (25)                          | 22.08.1970     | 28.05.1988     |
| 6.   | Wolfgang Seguin    | 380      | 1. FC Magdeburg (380)                                                   | 09.02.1964     | 25.04.1981     |
| 7.   | Joachim Streich    | 378      | 1. FC Magdeburg (237) FC Hansa Rostock (141)                            | 23.08.1969     | 01.06.1985     |
| 8.   | Frank Terletzki    | 373      | BFC Dynamo (373)                                                        | 21.03.1970     | 24.05.1986     |
| 9.   | Jürgen Croy        | 372      | BSG Sachsenring Zwickau (372)                                           | 18.08.1965     | 30.05.1981     |
| 10.  | Holger Erler       | 359      | BSG Wismut Aue (359)                                                    | 09.09.1970     | 19.10.1985     |
| 11.  | Lothar Kurbjuweit  | 357      | FC Carl Zeiss Jena (299) BSG Stahl Riesa (35) Hallescher FC Chemie (23) | 24.08.1968     | 12.05.1984     |
| 12.  | Peter Ducke        | 351      | FC Carl Zeiss Jena (351)                                                | 12.06.1960     | 14.05.1977     |
| 13.  | Jürgen Bähringer   | 350      | FC Karl-Marx-Stadt (350)                                                | 24.03.1973     | 28.05.1988     |
| 14.  | Manfred Kaiser     | 349      | SC Wismut Karl-Marx-Stadt (240) BSG Motor Gera (96)                     | 19.02.1950     | 30.05.1965     |
| 15.  | Bodo Rudwaleit     | 344      | BFC Dynamo (313) Eisenhüttenstädter FC Stahl (31)                       | 23.10.1976     | 25.05.1991     |
| 16.  | Roland Ducke       | 343      | SC Motor Jena (343)                                                     | 17.03.1957     | 05.06.1971     |
| 17.  | Jürgen Raab        | 342      | FC Carl Zeiss Jena (342)                                                | 03.12.1976     | 25.05.1991     |
| 18.  | Jürgen Heun        | 341      | FC Rot-Weiß Erfurt (341)                                                | 04.09.1976     | 25.05.1991     |
| 19.  | Joachim Müller     | 340      | FC Karl-Marx-Stadt (340)                                                | 28.08.1971     | 28.02.1986     |
| 20.  | Wolfgang Steinbach | 337      | 1. FC Magdeburg (337)                                                   | 29.01.1972     | 26.05.1990     |